# Tomba di Edoardo II d'Inghilterra
La tomba di Edoardo II d'Inghilterra si trova nella cattedrale di Gloucester. Eseguita dopo la morte del sovrano, avvenuta nel 1327, è un pregevole esempio di scultura e architettura del pieno gotico inglese.

## Storia
Il regno di Edoardo II fu gravato da una complessa e crescente crisi politica, in parte causata dalla sua debolezza al trono, che sfociò nella sua deposizione il 21 gennaio 1327 e infine alla sua brutale uccisione nel castello di Berkeley pochi mesi dopo.
Il disprezzo politico per il sovrano non ebbe ricadute negative sull'allestimento del suo sepolcro, eseguito entro pochi anni dalla morte e collocato nella cattedrale di Gloucester dove ancora oggi si trova.

## Descrizione e stile
Il sepolcro, aperto su tutti i lati, si compone di un alto basamento parallelepipedo, ornato con una successione di archi fintamente affacciati su una seconda architettura di sfondo, sopra il quale è posato il simulacro del sovrano in gisant, steso sul letto funebre. Su questa base si imposta l'articolato coronamento superiore, definito in tre archi completamente traforati, a loro volta sormontati da tre baldacchini pure trasparenti, il tutto arricchito da guglie, pinnacoli e altri ornamenti architettonici.
La parte artisticamente più interessante è il ritratto del sovrano, la cui delicata idealizzazione cozza ancor più con la travagliata storia degli ultimi anni del suo regno. Capelli e barba sono stilizzati in modo molto raffinato, con un'esecuzione morbida e vigorosa allo stesso tempo. L'espressione del viso di Edoardo fonde dignità reale con una nota di sofferenza, acquisendo quasi l'aura di un santo. A questa impressione contribuiscono i due angeli che gli accarezzano i capelli.
Le caratteristiche complessive del sepolcro e della figura di Edoardo II viene plasticamente effigiata, e in maniera palese, la sua riabilitazione, o quanto meno la sua trasfigurazione. L'esecuzione in alabastro della quasi totalità dell'opera incrementa l'effetto etereo e madreperlaceo dell'opera, ulteriormente sottolineato dall'inserimento di componenti di contrasto cromatico, soprattutto nel basamento, in scuro marmo di Purbeck.